# 東京VICTORY
「東京VICTORY」（とうきょうヴィクトリー）は、サザンオールスターズの楽曲。自身の55作目のシングルとして、タイシタレーベル / SPEEDSTAR RECORDSから12cmCD・12インチレコードで2014年9月10日に発売された。キャッチコピーは「サザンオールスターズの、心高鳴る “アンセム” 誕生－」。
2014年12月17日からはダウンロード配信、2019年12月20日からはストリーミング配信が開始されている。

## 背景・制作
前作の「ピースとハイライト」から約1年1か月ぶりとなるシングル。
2014年6月25日のデビュー36周年記念日にオリジナルアルバムの制作（後の『葡萄』）の告知と同時に発売が発表された作品である。本作の製作は後に「東京VICTORY」と「天国オン・ザ・ビーチ」が収録された『葡萄』と同時に製作をしていたことが明らかになっている。
「東京VICTORY」のミュージックビデオは2014年8月に撮影し、「天国オン・ザ・ビーチ」は同年7月に撮影を行った。「東京VICTORY」は丹修一が監督を務め、「天国オン・ザ・ビーチ」は前作の「ピースとハイライト」も担当した川村ケンスケが監督を務めた。
サザンのシングルとしては現時点で本作を最後にCDリリースが途切れ、次作「闘う戦士たちへ愛を込めて」以降は配信限定リリースとなっている。

## リリース
本作は完全生産限定盤、通常盤、アナログ盤の3種類あり、完全生産限定盤「“フレ！フレ！パッケージ”」には「サザンの“フレ！フレ！”FLAG」が付属。そのフラッグの苗のイラストは、前作の「ピースとハイライト」の“希望の苗を植えていこうよ”の歌詞からとったものである。

## プロモーション

### 発売関連企画
発売当日の読売新聞の番組欄の下の部分に本作の広告が掲載された。
タイアップ先のTBSのサイトでは楽曲の歌詞・解説及び高橋尚子、吉田沙保里、石川佳純、木村沙織による「東京VICTORY」に対するコメントが掲載された。

### テレビ放送
本作の発売に合わせ、NHKではSONGSスペシャル「時を駆けるサザンオールスターズ 変わりゆくニッポン」という特番を2014年9月11日に放送し、桑田・原・関口とは青山学院大学の後輩で、前年にブエノスアイレスで開かれたIOCの夏季東京五輪誘致に出席した滝川クリステルがナレーションを務め、1964年の東京五輪・第125次IOC総会の映像が流れたり、サザンの活動期間中の社会情勢、桑田の音楽性のルーツなどを特集したりした。
2014年9月27日にWOWOWでスペシャル番組『サザンオールスターズ「東京VICTORY」スペシャル』が放送され、桑田へのインタビュー、「東京VICTORY」「天国オン・ザ・ビーチ」のミュージック・ビデオ、密着ドキュメントを放送した。

### テレビ披露
| 放送日         | 番組名                                                               | 放送局     | 披露曲 | 出典   |
| -------------- | -------------------------------------------------------------------- | ---------- | --- | ------ |
| 2014年9月5日   | ミュージックステーション                                             | テレビ朝日 | 「東京VICTORY」 「天国オン・ザ・ビーチ」 | [ 26 ] |
| 2014年9月11日  | SONGSスペシャル「時を駆けるサザンオールスターズ 変わりゆくニッポン」 | NHK        | 「東京VICTORY」 「天国オン・ザ・ビーチ」 | [ 27 ] |
| 2014年9月12日  | ミュージックステーション                                             | テレビ朝日 | 「東京VICTORY」 | [ 28 ] |
| 2014年12月31日 | 第65回NHK紅白歌合戦                                                  | NHK        | 「ピースとハイライト」 「東京VICTORY」 | [ 29 ] |
| 2015年4月3日   | ミュージックステーション                                             | テレビ朝日 | 「アロエ」 「はっぴいえんど」 「東京VICTORY」 | [ 30 ] |
| 2018年7月25日  | 2018 FNSうたの夏まつり                                               | フジテレビ | 「東京VICTORY」 「壮年JUMP」 | [ 31 ] |
| 2018年8月8日   | クローズアップ!サザン 40周年プレミアム                               | NHK        | 「東京VICTORY」 「茅ヶ崎に背を向けて」 「いとしのエリー」 「YOU」 「SEA SIDE WOMAN BLUES」 「涙の海で抱かれたい 〜SEA OF LOVE〜」 「闘う戦士たちへ愛を込めて」 「壮年JUMP」 「ミス・ブランニュー・デイ」 「HOTEL PACIFIC」 「みんなのうた」 「LOVE AFFAIR 〜秘密のデート」 「勝手にシンドバッド」                                                                                           | [ 32 ] |
| 2019年1月1日   | クローズアップ!サザン 新春スペシャル                                 | NHK        | 「東京VICTORY」 「茅ヶ崎に背を向けて」 「女呼んでブギ」 「いとしのエリー」 「YOU」 「愛の言霊 〜Spiritual Message〜」 「汚れた台所」 「SEA SIDE WOMAN BLUES」 「涙の海で抱かれたい ～SEA OF LOVE～」 「闘う戦士たちへ愛を込めて」 「壮年JUMP」 「ミス・ブランニュー・デイ」 「匂艶 THE NIGHT CLUB」 「HOTEL PACIFIC」 「みんなのうた」 「LOVE AFFAIR～秘密のデート」 「勝手にシンドバッド」 | [ 33 ] |

## 批評
表題曲では日本の象徴や「母国」「祖国」といった意味合いを持たせたタイトル、及び日の丸をあしらった「Rising sun」というフレーズを始めとして日本人の心に寄り添った内容になっており、桑田が持っている愛国心や聴き手に対する「故郷日本を大切に感じてほしい」という思いが込められている。これについて日経エンタテインメント! （2018年9月号）では「桑田の日本に対する強い愛情がにじみ出たタイトルと歌詞は、2020年に控えた東京オリンピックをイメージさせ、これを聴くと士気が上がる人も多いのでは」という批評がなされている。また、LIVE DAMのインタビューでは「前作のシングル『ピースとハイライト』でも“平和への願い”がテーマでしたが、アプローチは違えど今作にも根底にその思いがあふれていますね」とインタビュアーから評されている。
表題曲はタイアップ先のサイトでコメントを寄稿した高橋尚子、吉田沙保里、石川佳純、木村沙織を始めとして日本のスポーツ関係者からの評価も高い。また、女子レスリング選手の藤波朱理は試合当日に聴く曲として表題曲を挙げている。
女優の松岡茉優は『One More Pint!』（2015年5月15日放送分、FM NACK5）に出演した際に、元気になりたい時に聴く曲として表題曲を挙げている。
玉井詩織（ももいろクローバーZ）は表題曲を気に入っていることを述べており、特に「みんな頑張って」のフレーズに関しては「“頑張って”でなく“みんな頑張って”の詞に、みんなも頑張っているんだから私も頑張れる!と、いつも力をもらっています」と語っている。
表題曲は「知床旅情」を念頭に置いて制作されており、この制作意図や歌詞のテーマを桑田のファンから知らされた加藤登紀子は「ありがとう!なんか、桑田さんからラブレターもらったみたいな気持ち。応えなきゃね」といった感想を述べている。
先述の日本人スポーツ関係者のコメントにあるように、表題曲を聴いて自らを鼓舞させる要素があるのも特徴の一つである。このこともあり、一部では「東京オリンピックのテーマ曲にしてほしい」などといった声も存在した。
先述した『ミュージックステーション』2014年9月11日放送分では「天国オン・ザ・ビーチ」と表題曲を生放送で続けて歌唱しており、桑田は後にインタビューで「自己矛盾みたいなものをすごく感じてしまって……」と苦笑しながらそのことを振り返る発言をしている。

## 受賞歴
| 年     | 音楽賞                 | 結果       | 出典   |
| ------ | ---------------------- | ---------- | ------ |
| 2014年 | 第56回日本レコード大賞 | 優秀作品賞 | [ 44 ] |

## チャート成績
2014年9月22日付のオリコン週間ランキングで、初週9.3万枚を売り上げ初登場1位を獲得した。2006年に発売した「DIRTY OLD MAN 〜さらば夏よ〜」から4作連続・通算16作目の首位獲得を記録した。オリコンによる本作の登場週数は20週である。
オリコンと同週に発表されたBillboard Japan Hot 100では、9万枚でCDセールス1位、ラジオ1位、ルックアップ3位、Twitter7位で総合1位を獲得した。
日本音楽著作権協会（JASRAC）の著作権使用料分配額（国内作品）ランキングでは、2019年度の年間8位を獲得した。

## 収録曲

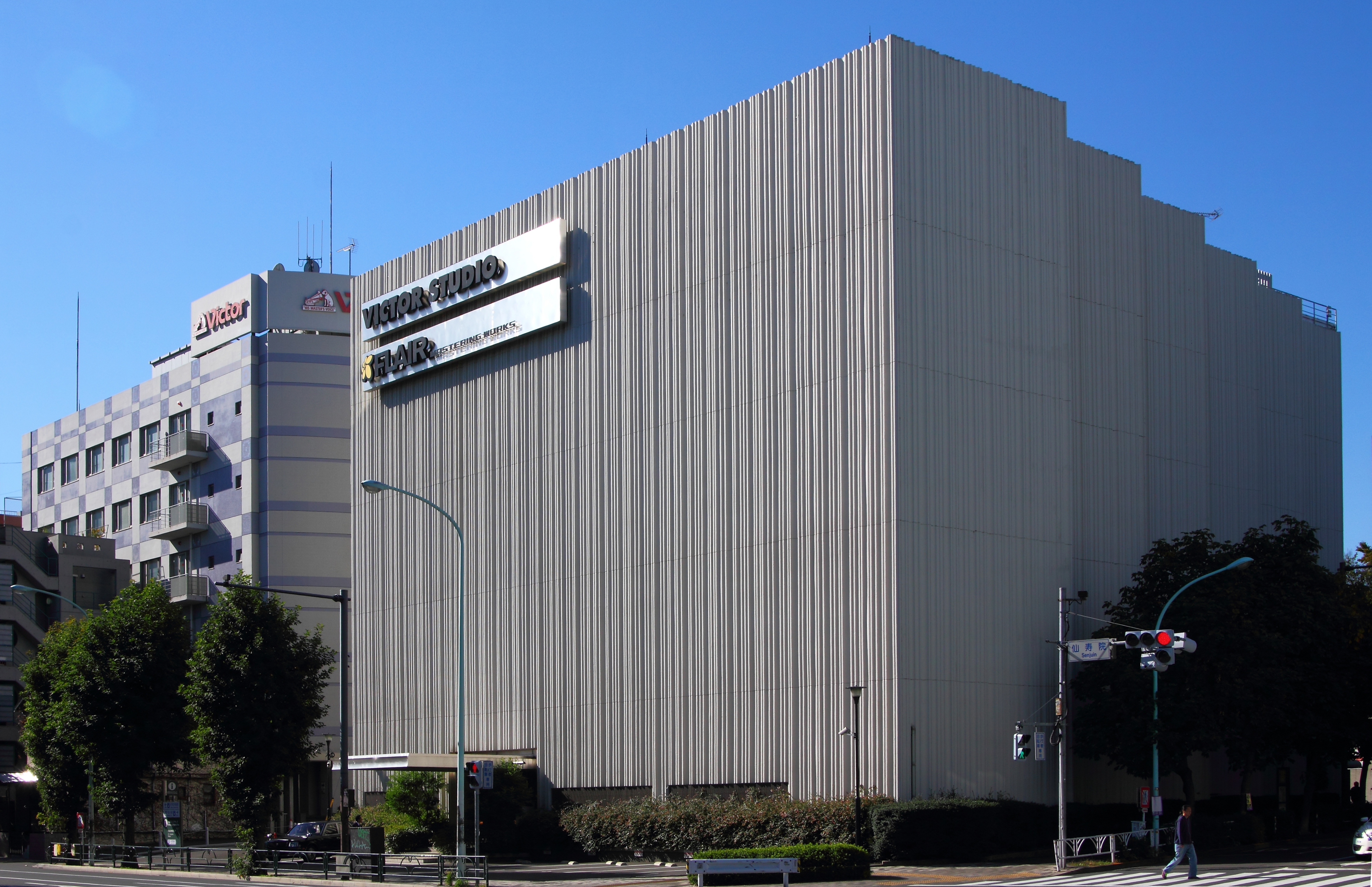
本作のレコーディングが行われたビクタースタジオ。

- 収録時間：10:53

1. 東京VICTORY (5:09)
（作詞・作曲：桑田佳祐 / 編曲：サザンオールスターズ）
桑田出演の三井住友銀行「Lady, Fight!」CMソング。TBS系列「2014 アジア大会&世界バレー」「2018 アジア大会&世界バレー」テーマソング[注釈 2]。SUBARU「フォレスター」CMソング[注釈 2]。TBS系列スポーツ情報番組『東京VICTORY』テーマソング[注釈 3]。ユニクロ「感謝祭 40周年の初心と感謝」CMソング[50][注釈 4]。
高揚感のある歌詞とアップテンポな曲調となっている。ドラムの松田弘の「この曲は『ロックンロール・スーパーマン 〜Rock'n Roll Superman〜』みたいだね」という発言が歌詞の方向性に影響しているという[37]。イントロの”Wow Wow …“のコーラスは製作途中からのアイディアで、後半のハモリを提案したのはキーボードの原由子である[37]。
歌詞は2020年東京オリンピックを意識している。タイトルの「東京」は日本の象徴や「母国」「祖国」といった意味合いがあり[37]、桑田は聴き手に対して「タイトルは東京ですけど、それぞれ自分の故郷を大切にしようと思っていただけたら」「これからは皆が元気で笑顔で日本中が住みやすい街になっていかないといけない」とも述べている[43][37]。また、桑田はそれと同時に日本中の過疎化や商店街の活気がない街が存在することなどを憂いており、「これからはちゃんと地方のことも考えていかないとダメな時代なんだろうな」といった発言も行っている[注釈 5][43][37]。2番の歌詞中の「金色に光る一番星」は金メダル[37]、「Rising sun」は日の丸[37][34]、ラストサビの「時が止まったままのあの日の My home town」は東日本大震災後の福島県を指している[52]。特に日の丸を歌詞のモチーフに取り入れた理由に関しては「戦場にもっていくとか、Show the flag じゃなくて（中略）スポーツとか音楽とか映画とか文化的なもので日本の国旗がたなびく感じ」「”金メダルを獲りました! “とか”頑張れ～!“的な、そんなイメージもあるんですよね」と語っている[37]。また、「VICTORY」は日本語で「勝利」を意味している[53]。桑田は最初こそは東京オリンピックに対して前向きな気持ちが持てなかったものの、結局気持ちを切り替えたといい[54][37]、「日本は今多くの問題をかかえているけど、後ろ向きにならずに“VICTORY”な気持ちを持って前を向いて行こう」という思いを楽曲に込めたことを発売当時に述べている[37]。裏のイメージとして自身が長年使用してるビクターのスタジオの所在地である「千駄ヶ谷物語」があり、「この景色も2020年のオリンピックにはどう変わっていくのか」という想いもあるといい[49]、桑田が言うには「VICTORY」は「ビクター」にも通ずるとしている[49]。先述の通り本楽曲のタイトルと歌詞に対しては日経エンタテインメント!で「桑田の日本に対する強い愛情がにじみ出た」と高く評価されている[36]。
桑田はこの曲に対し加藤登紀子の「知床旅情」のようなイメージを持っていたとのことで、「やはり僕は日本人[注釈 6]。いくらロックに憧れても、僕らは発祥地たる西洋の人たちと同じにできないじゃないですか。それより日本人には日本人のボディサイズに合った歌があって、僕は何とかそれを見つけたい」「森繁久彌さんの歌詞と、生ギター一本で歌う加藤さんの姿は今回、僕にとっての”いい歌”の基準でした」と『週刊文春』2014年9月18日号でのインタビュー特集『僕はポップスとニッポンを愛す』の中で述べている[55]。
レコーディングでは様々な試みを行い、伴奏はシンセサイザーや打ち込みを多用している。松田のドラムの音を加工し、関口和之が考案したベースのフレーズを自身と曽我淳一がシンセで打ち込み、桑田もギターやアンプを当初録音したものと違うものに替えて録り直した。サビのフレーズでは原の考案したカウンターメロディーと桑田が弾いたギターを機械的にループさせる形をとった。原のピアノには特殊な音響処理を施している。本楽曲に挑む桑田の姿勢に関してはレコーディングエンジニアからも「当初から全体的に"攻めよう"という気運が感じられた」と評されていた[60]。また、コールドプレイの「美しき生命」からの影響も語られている[61]。
2017年3月12日〜15日にアメリカ合衆国のテキサス州オースティンで開かれた“SXSW2017”で「8K:VR Ride featuring “Tokyo Victory”」というコンテンツが出展され、上映BGMとして本楽曲が使用された[62]。
2. 天国オン・ザ・ビーチ (3:59)
（作詞・作曲：桑田佳祐 / 編曲：サザンオールスターズ / 管・弦編曲：曽我淳一）
サザンが得意とする「エロ歌」である。歌詞は「亀」・「トーテムポール」・「アワビ」などの性的なスラングと、近藤真彦の「ギンギラギンにさりげなく」・城みちるの「イルカにのった少年」・郷ひろみの「GOLDFINGER '99」・西城秀樹の「ブルースカイ ブルー」・ザ・スパイダース（レインボウズ）の「バラバラ」・橋幸夫の「あの娘と僕」・ザ・ドリフターズの「パイノパイノパイ」・海援隊の「JODAN JODAN」など数多くのヒット曲へのオマージュで構成されている。桑田のイメージとしてはテレビドラマ『ハレンチ学園』の主題歌「ハレンチ学園ソング」のような「昭和の演芸的なナンバー」である[49]。「SPECIAL MAGAZINE サザンオールスターズ『葡萄』」内の「エロ歌の37年史」では、本楽曲がサザンオールスターズのエロ歌史上最強の下品度だと記載されている[63]。レコーディング時はその下品度ゆえに原由子はともかく、桑田を除いた男性メンバーのテンションは低かったといい、桑田はそうしたサブカルチャーを理解してくれる斎藤誠がいなかったらほぼ四面楚歌だったという旨を回想している。桑田やスタッフによると、歌入れの直後に関口が「還暦が近いのによくこういうのができるね」と言っていたという逸話がある。一方でメンバーは演奏自体は真剣に取り組んでおり、桑田は本楽曲での関口のベースアレンジを絶賛している。コーラスをしている「MCビーチギャルズ」はアミューズとビクターの女性社員である[64][65]。
レコーディング自体はスムーズに進み、歌詞はメンバーにイメージが伝わりやすいという理由で急遽書かれたものだった。作者である桑田ですら歌入れの時点であまりのバカバカしさに吹き出してしまったという[64][65]。『葡萄』初回生産限定盤A・B特典『葡萄白書』には当時書いた仮の歌詞の一部の写真が載っている[66]。
前述の告知の際にYouTubeにて配信されたトレーラーで先行で流された[67]。
ミュージックビデオの振り付けはパパイヤ鈴木が担当[68]。
ミュージックビデオには、19人の有名人が出演している[1]（50音順）。
  - 安倍なつみ
  - 飯田圭織
  - AKB48（小嶋陽菜、指原莉乃[注釈 7]、島崎遥香、渡辺麻友、高橋みなみ、柏木由紀）
  - 奥田民生
  - ガッツ石松
  - 木村カエラ
  - 斉藤和義
  - DREAMS COME TRUE（吉田美和、中村正人）
  - 中澤裕子
  - 平井堅
  - 星野源
  - 増田惠子
  - 吉井和哉
3. パリの痴話喧嘩 (1:45)
（作詞・作曲：桑田佳祐 / 編曲：サザンオールスターズ）
桑田出演のサッポロビール「プレミアムアルコールフリー」CMソング。
本格的なシャンソンのメロディに、日本語がさもフランス語に聞こえるようになっており、最後には朝鮮料理の名前も登場する[69][注釈 8]。曲中においての女声ヴォイスは本物のフランス語であり、女声を収録した大漉真実子はサザンやアクト・アゲインスト・エイズのライブにも出演しているダンサーである[70]。
CMの打ち合わせを行った翌日にはレコーディングを行ったとのこと[70]。

## 参加ミュージシャン
- 桑田佳祐:Vocal、Acoustic&Electric Guitars、Bicycle Horn、Blues Harps、Cowbell、Hand Claps、Tambourine、Backing Vocal
- 関口和之:Bass
- 松田弘:Drums&Tambourine
- 原由子:Piano、Synthesizer、Backing Vocal
- 野沢秀行:Percussion
- 東京VICTORY
  - 斎藤誠:Acoustic&Electric Guitars
  - 曽我淳一:Computer Programming、Piano&Synthesizer
  - 401STオールスターズ:Shout
- 天国オン・ザ・ビーチ
  - 斎藤誠:Electric Guitar
  - 曽我淳一:Computer Programming、Piano&Synthesizer
  - 西村浩二:Trumpet
  - 菅坡雅彦:Trumpet
  - 村田陽一:Trombone
  - 金原千恵子ストリングス:Strings
  - MCビーチギャルズ:Backing Vocal
- パリの痴話喧嘩
  - 曽我淳一:Computer Programming
  - 大漉真実子:French Voice&Backing Vocal

## 収録アルバム
| 曲名                 | 作品名         |
| -------------------- | -------------- |
| 東京VICTORY          | 葡萄           |
| 東京VICTORY          | 海のOh, Yeah!! |
| 天国オン・ザ・ビーチ | 葡萄           |
| パリの痴話喧嘩       | アルバム未収録 |

## ミュージック・ビデオ収録作品
| 曲名                 | 作品名                                                            |
| -------------------- | ----------------------------------------------------------------- |
| 東京VICTORY          | 21世紀の音楽異端児 (21st Century Southern All Stars Music Videos) |
| 天国オン・ザ・ビーチ | 21世紀の音楽異端児 (21st Century Southern All Stars Music Videos) |
| パリの痴話喧嘩       | 未収録                                                            |

## ライブ映像作品
| 曲名                 | 作品名                                                                                            | 備考 |
| -------------------- | ------------------------------------------------------------------------------------------------- | --- |
| 東京VICTORY          | 葡萄                                                                                              | 完全生産限定盤のDVDに収録。2014年の年越しライブ『ひつじだよ! 全員集合!』での歌唱シーン。                                                                           |
| 東京VICTORY          | おいしい葡萄の旅ライブ –at DOME & 日本武道館-                                                     | |
| 東京VICTORY          | LIVE TOUR 2019 “キミは見てくれが悪いんだから、アホ丸出しでマイクを握ってろ!!” だと!? ふざけるな!! | |
| 東京VICTORY          | 茅ヶ崎ライブ2023                                                                                  | |
| 東京VICTORY          | THANK YOU SO MUCH                                                                                 | 完全生産限定盤のスペシャルディスクに収録。『ROCK IN JAPAN FESTIVAL 2024 in HITACHINAKA』での歌唱シーン。                                                           |
| 天国オン・ザ・ビーチ | 葡萄                                                                                              | 完全生産限定盤のDVDに収録。2014年の年越しライブ『ひつじだよ! 全員集合!』での歌唱シーン。 冒頭でハナ肇とクレージーキャッツの「ハイそれまでョ」のAメロが歌唱された。 |
| パリの痴話喧嘩       | 未収録                                                                                            | |